# Тирада
Тирада (італ. tirare — тягти) — довга фраза, велемовна репліка, монолог пафосного характеру. У французькому віршуванні — строфа, в якій рядки пов'язувались спочатку лише асонансом, пізніше — моноримою.